# Finlandssvenskarnas riksförbund i Sverige
Finlandssvenskarnas riksförbund i Sverige (Fris) är en svenskspråkig politiskt och religiöst obunden paraplyorganisation för finlandssvenska föreningar i Sverige. Förbundets kansli ligger i Stockholm.
Migration från den tidigare östra riksdelen av Sverige, och senare Finland, till Sverige har alltid pågått över åren. Efter andra världskriget ökade den. Under 1940-talet- bildades de första finlandssvenska föreningarna i Sverige, med början i Föreningen Svensk Österbottningar i Sverige 1948 med säte i södra Dalarna. Den första Ålandsföreningen var Ålandsgillet i Stockholm 1939. Paraplyorganisatipnen Finlandssvenskarnas riksförbund i Sverige bildades 1969 med syfte att bevaka finlandssvenskarnas intressen i Sverige. Förbundet ser också som en viktig uppgift att slå vakt om den finlandssvenska kulturen och som en förmedlande länk mellan Sverige och Finland. Fris har tidigare gett ut medlemstidskriften Finlandssvensken. Riksförbundet arrangerade tidigare en årligen återkommande kulturdag, först i Kolbäck och sedan i Hallstahammar. Förbundet var också initiativtagare till den finlandssvenska veckan på Skansen i maj 1987. Efter veckan fanns det 26 anslutna föreningar och 4.500 medlemmar i Fris.
Kunskaperna om finlandssvenskarna i Sverige (sverigefinlandssvenskarna) är begränsade. Det beror på att det inte ingår i svenska skolans läroplaner att ge kunskap om den svenskspråkiga befolkningen i Finland (finlandssvenskarna). Sverigefinlandssvenskarna är immigranter från svenskbygderna i Finland, det vill säga Svenskfinland. Flertalet av finlandssvenskarna i Sverige kommer från regionen Svenska Österbotten, men det finns även en inte ringa andel finlandssvenska invandrare från det övriga delen av Svenskfinland.
Finlandssvenskarnas riksförbund i Sverige arbetar aktivt med att synliggöra sverigefinlandssvenskarna som grupp och att de ska erkännas som en etnisk minoritet, även om finlandssvenskarna historiskt sett är svenskar bland svenskar. I Sverige finns uppskattningsvis 60 000 – 70 000 sverigefinlandssvenskar. Antalet medlemmar är i dag cirka 800, organiserade i 13 lokalföreningar. De lokala föreningarna har aktiviteter som musik, teater och folkdans. I de lokala föreningarna finns även viss mån ungdomsverksamhet och idrott på programmet.

## Ordförande
Riksförbundets nuvarande (2025) ordförande är Carita Haaksi. 
Ordföranden genom tiderna: 
- 1969–1984 Tor Fors, Västerås
- 1984-1987 Jan-Olof Källström, Avesta
- 1987–1994 Carl-Gustav Store, Nora
- 1995–2003 Håkan Lönnqvist, Upplands Väsby
- 2004–2006 Jan Ekman
- 2007 Lilian Larnefeldt
- 2008 Hanna Lindell
- 2009–2011 Thor Abrahamsson
- 2012–2015 Barbro Allardt Ljunggren
- 2016–2020 Inger Nyblom Hermansson, Fagersta
- 2021–2023 Jack Stenberg, Handen
- 2024– Carita Haaksi, Brandbergen